# Лукашевич Віталій Григорович

Лукашевич Віталій Григорович

Лукаш́евич Віт́алій Григорович (7 березня 1948, м. Київ — 21 серпня 2022, м. Запоріжжя) — український вчений-правознавець, криміналіст, полковник міліції, доктор юридичних наук (1993), професор (1998), Заслужений юрист України (1999).

## Біографія
Народився в м. Києві 7 березня 1948 року в сім'ї службовців.
Липень 1966 р. — початок трудової діяльності на посаді монтера, а, незабаром, механіка зв'язку Мічурінської дистанції сигналізації та зв'язку Південно-Східної залізниці.
1967 р. — закінчив Київський електромеханічний технікум залізничного транспорту (отримав кваліфікацію технік-електрик провідного зв'язку).
Грудень 1967 р. — призваний до лав Збройних сил в навчальний підрозділ окремого полку зв'язку (м. Гостомель, Київська область) за спеціалізацію телефонна засекречувальна апаратура зв'язку.
1968 р. — 1969 р. — проходив службу в Республіці Куба. Отримав Лист-подяку від Надзвичайного і Повноважного Посла СРСР на Кубі О. О. Солдатова.
З 1970 р. — робота у карному розшуку та експертно-криміналістичному підрозділі Дарницького РВВС м. Києва.
1975 р. — закінчив із відзнакою Київську вищу школу МВС СРСР (нині Національний університет внутрішніх справ) за спеціальністю юрист-правознавець.
1974 р. — 1992 р. — пройшов шлях від викладача, старшого викладача, доцента кафедри криміналістики до заступника начальника факультету з підготовки керівників середньої ланки органів внутрішніх справ України Київської вищої школи МВС України.
1980 р. — після захисту дисертації на тему «Криминалистические аспекты изучения преступных групп» у Всесоюзному інституті із вивчення причин і розробки заходів попередження злочинності (м. Москва) присуджено науковий ступінь кандидата юридичних наук (спеціальність 12.00.09)
1988 р. — присвоєно вчене звання доцента.
1988 р. — в складі звідного загону міліції, забезпечував дотримання громадського порядку та громадської безпеки в Республіці Вірменія. Нагороджений Міністром внутрішніх справ Вірменії знаком «Отличник милиции».
1992 р. — 1994 р. — очолював Республіканський навчально-методичний центр МВС України.
1993 р. — після захисту в спеціалізованій вченій раді Київського університету імені Тараса Шевченка дисертації на тему «Основи теорії професійного спілкування слідчого» присуджено науковий ступінь доктора юридичних наук (спеціальність 12.00.09)
1994 р. — 2002 р. — перший проректор Запорізького юридичного інституту МВС України.
1998 р. — присвоєно вчене звання професора.
1999 р. — присвоєно почесне звання Заслужений юрист України.
З 2000 р. — член Ради з юридичної освіти і науки вищих навчальних закладів та наукових установ України. Згодом керівник Запорізького обласного осередку Всеукраїнської громадської організації «Рада представників юридичних вищих навчальних закладів і наукових установ».
2001 р. — Наказом Вищої Атестаційної Комісії при Президентові Азербайджанської Республіки від 09.03.2001 р. за № 29 включено до складу Спеціалізованої Ради по захисту кандидатських дисертацій.
2001 р. — рішенням Ради директорів Американського Біографічного Інституту (члена Асоціації видавців півдня Національної асоціації незалежних видавців США) удостоєно честі бути включеним номінантом до десятого ювілейного пам'ятного видання добірних біографій «500 влиятельных лидеров», серед тих, хто має істотний внесок у суспільний та професійний розвиток визначеної галузі знань, еліти, котра відіграла певну роль у житті суспільства.
З 2003 р. — працює першим проректором, проректором з правового забезпечення, завідувачем кафедрою кримінального процесу та криміналістики Інституту права імені Володимира Сташиса Класичного приватного університету (м. Запоріжжя).
2003 р. — один із розробників Статуту міста Запоріжжя, активний учасник його обговорення та затвердження на сесії міської ради.
Лютий 2012 р. — очолює Запорізький місцевий осередок Міжнародної громадської організації «Конгрес Криміналістів» (м. Харків).
Основними напрямами наукової діяльності на сучасному етапі є: кримінальний процес, криміналістика, юридична психологія, кримінальне право, адміністративне право, професійна педагогіка.
На сьогодні є головним редактором науково-виробничого журналу «Держава та регіони» (серія «Право»); член редакційних колегій: Вісника Запорізького національного університету (юридичні науки), Вісника Запорізького юридичного інституту МВС України, тематичного збірника наукових праць Запорізького юридичного інституту «Інформаційні технології та захист інформації».
Протягом багатьох років був членом експертної ради з національної оборони та безпеки; членом експертної ради з права ВАК України, членом спеціалізованих вчених рад: Національної юридичної академії України імені Ярослава Мудрого (м. Харків), Національної академії внутрішніх справ України (м. Київ), Національної академії Служби безпеки України (м. Київ), Національного університету внутрішніх справ України (м. Харків). Голова спеціалізованої вченої ради з захисту кандидатських і докторських дисертацій за спеціальностями: 12.00.08 і 12.00.09 у Класичному приватному університеті (м. Запоріжжя).
На початку 1990-х років стояв біля витоків розбудови системи відомчої освіти Міністерства внутрішніх справ України. Він особисто, а потім у складі робочих груп Міністерства внутрішніх справ України розробляв Концепцію розбудови відомчої вищої освіти (1993, 1996 роки), освітньо-професійні програми та обґрунтування введення нових юридичних спеціальностей: правоохоронна діяльність, криміналістична експертиза, кримінально-процесуальна діяльність, кримінально-виконавча діяльність — кваліфікаційних рівнів «молодший спеціаліст» та «спеціаліст», що знайшли своє втілення в Постановах Кабінету Міністрів України № 325 від 18.05.1994 р. та № 507 від 24.06.1997 р.
Підготував 2 докторів та 15 кандидатів юридичних наук. Зараз під його керівництвом готують дисертації 8 докторантів, аспірантів, ад'юнктів і здобувачів.
Є автором понад 260 публікацій, із яких 6 — монографії, 14 — навчальні посібники, співавтор підручника з криміналістики.

## Основні праці
1. Криминалистические аспекты изучения преступных групп: Автореф. дис. … кандидата юрид. наук. — М., 1979. — 16 с.
2. Специализированный курс советской криминалистики: Учебник / Главы: 7, 9, 10, 11, 12, 19. — Киев: НИ и РИО КВШ МВД СССР, 1987. — 5,45 д.а.
3. Общение в уголовном судопроизводстве: онтология, методология, практика: Монография / Депон. ИНИОН АН СССР, № 37278, 23.03.1989. — 7,1 д.а.
4. Тактика общения следователя с участниками отдельных следственных действий: Учебное пособие. — Киев: НИ и РИО КВШ МВД СССР им. Ф. Э. Дзержинского, 1989. — 88 с.
5. Технические средства обучения и их комплексы в учебных заведениях МВД СССР: Учебное пособие. — Киев: НИ и РИО КВШ МВД СССР, 1989. — 10,0 д.а. (у співавторстві).
6. Криминалистическая версия: гносеологический, логический и психологический аспекты: Учебное пособие. — Киев: НИ и РИО КВШ МВД СССР им. Ф. Э. Дзержинского, 1991. — 81 с. (у співавторстві).
7. Основи теорії професійного спілкування слідчого: Автореф. дис. … доктора юрид. наук. — К., 1993. — 39 с.
8. Криминалистическая теория общения: постановка проблемы, методика исследования, перспективы использования: Монографія. — Киев: Издательство Украинской академии внутренних дел, 1993. — 194 с.
9. Навчально-довідковий посібник з криміналістики: Затверджено Інститутом системних досліджень як навчальний посібник для студентів юридичних спеціальностей. — К: Міністерство освіти України, Інститут системних досліджень освіти, Українська юридична академія, 1994. — 180 с. (у співавторстві).
10. Расследование преступлений как информационно-познавательный процесс принятия управленческих решений следователем // Актуальные проблемы организации расследования преступлений. — Одесса, 1996. — С. 87-94.
11. Вихідні теоретико-правові ознаки поняття правоохоронної діяльності // Науковий вісник Української академії внутрішніх справ. — Київ, 1996. — № 2. — С. 4-9.
12. Методологія правових досліджень: багаторівневість поняття // Науковий вісник Української академії внутрішніх справ. — Київ, 1996. — № 2. — С. 24-28.
13. Місце і роль правоохоронних органів в системі державної влади та місцевого самоврядування // Вісник Одеського інституту внутрішніх справ. — Одеса, 1997. — Вип. 1. — С. 17-22.
14. Посилення соціальної відповідальності керівника // Вісник Запорізького юридичного ін-ту МВС України, 1998. — Вип. 2. — 0,6 д.а.
15. Правоохоронна діяльність органів внутрішніх справ. Вступ до спеціальності: Навчальний посібник. — Запоріжжя Юридичний ін-т МВС України, 1998. — 67 с.
16. Психологічні основи криміналістичної тактики // Держава та регіони. Серія: Право, 2001. — № 1. — С. 144-151.
17. Наукове забезпечення розкриття і розслідування злочинів // Вісник Запорізького юридичного ін-ту МВС України, 2002. — Вип. 2. — 0,65 д.а.
18. Сучасні проблеми криміналістичної методології // Актуальні проблеми держави і права: Збірник наукових праць. — Одеса: Юридична література, 2003. — Вип. 20. — С. 19-24.
19. Реформування суспільства: шляхи політичної реформи // Держава та регіони. Серія: Право, 2004 р. — № 1 (8). — С. 4-7.
20. Розвиток доказування як форми пізнання в сучасному кримінальному процесі // Науковий вісник Національної академії внутрішніх справ. — Київ, 2004. — № 4. — С. 205-211.
21. Відтворення обстановки і обставин події як метод пізнання під час розслідування злочинів. Навчальний посібник (Допущено МВС України як навчальний посібник). — Херсон: ХЮІ НУВС, 2004. — 9,5 д.а.
22. Криминалистика в системе наук // Закон и жизнь: Международный научно-практический правовой журнал. — Кишинев, 2005. — № 1 (158). — С. 28-30.
23. Криміналістична класифікація слідчих дій // Право і безпека. Науковий журнал національного університету внутрішніх справ. — Харків, 2005. — № 4. -Т. 4. — С. 114-118.
24. Погляд на реформування вітчизняного кримінального судочинства в контексті вимог європейських стандартів// Вісник Запорізького національного університету: збірник наукових праць. Юридичні науки. — Запоріжжя: Запорізький національний університет, 2006. — № 2. — С. 169-171.
25. Місце і роль захисника під час пред'явлення особи чи предметів для впізнання // Криміналістичний вісник: Наук.-практ. зб./ ДНДЕКЦ МВС України; НАВСУ; Редкол.: Я. Ю. Кондратьєв (голов. ред.) та ін. — К.: «Чайка», 2006. — № 2 (64). — С. 18-25.
26. Пізнавальна діяльність слідчого у світлі новітньої парадигми діяльнісного підходу // Держава та регіони. Серія: Право, 2007 р. — № 3. — С. 49-53.
27. Моделювання у криміналістиці та пізнавальній діяльності слідчого: Монографія. — К.: КНТ, 2008. — 184 с. (у співавторстві).
28. Сучасні тенденції формування окремих криміналістичних теорій та проблеми криміналістичної методології / Вступна стаття // Моделювання у криміналістиці та пізнавальній діяльності слідчого: Монографія. — К.: КНТ, 2008. — С. 6-20.
29. Кримінальне право: Загальна частина: навчально-наочний посібник / С. Ф. Денисов, Т. А. Денисова, В. Г. Лукашевич та ін. / За загальною редакцією доктора юридичних наук, професора В. Г. Лукашевича. — Запоріжжя: КПУ, 2009. — 228 с. (у співавторстві).
30. Сучасні погляди на доцільність повернення смертної кари // Вісник Запорізького національного університету: збірник наукових праць. Юридичні науки. — Запоріжжя: Запорізький національний університет, 2010 — № 1. — С. 130-135.
31. Забезпечення прав юридичних осіб в адміністративних провадженнях: Монографія. — К.: Істина, 2011. — 176 с. (у співавторстві).
32. Мистецтво здобувати і використовувати інформацію про особу злочинця: від моделювання зовнішнього вигляду та психологічних властивостей до висування і розробки криміналістичних версій щодо кола осіб, причетних до злочину: Монографія / Під наук. ред. В. Г. Лукашевича. — Запоріжжя: Дніпровський металург, 2013. — 320 с. (у співавторстві).